# BPM 37093
Désignations
BPM 37093 est une naine blanche à pulsations de type ZZ Ceti située à une distance d'environ 14,81 pc (∼48,3 al) du Soleil, dans la direction de la constellation australe du Centaure.
Une naine blanche est l'avant-dernière phase de l'évolution des étoiles dont la masse (initiale) est comprise entre 0,8 et 8 fois celle du Soleil. Il s'agit en fait du cœur de l'étoile subsistant après son évolution en nébuleuse planétaire, alors qu'elle a quasiment épuisé ses réserves d'hydrogène et d'hélium. Cette naine blanche est donc majoritairement constituée d'un noyau de carbone entouré par une couche d'hydrogène et d'hélium.
Les modèles d'évolution stellaire prédisaient depuis des décennies que le noyau des naines blanches les plus froides pouvaient cristalliser, sans qu'aucune preuve directe n'ait été obtenue. BM 37093 étant une étoile variable pulsante, l'astronome Travis Metcalfe et son équipe ont annoncé en 2004 avoir mesuré, par des techniques d'astérosismologie, la fraction du noyau à avoir cristallisé, soit 90 % de la masse totale de l'étoile.
Depuis, d'autres mesures ont été effectuées, et tendent à ramener cette proportion entre 32 % et 82 % de la masse totale de l'astre.
Si le noyau de cette étoile était effectivement un diamant, on évalue qu'il mesurerait 4 022 km de diamètre et pèserait approximativement 1034 carats.